# Songjiang (prowincja)
Songjiang – dawna chińska prowincja, istniejąca w latach 1947-1954 na obszarze Mandżurii.
W czerwcu 1947 roku rząd Republiki Chińskiej przeprowadził reformę administracyjną w Mandżurii. Obszar ten został podzielony na dziewięć prowincji: Liaoning, Andong, Liaobei, Jilin, Songjiang, Hejiang, Heilongjiang, Nenjiang i Xing’an. 
Prowincja Songjiang obejmowała obszar 84 559 km², zamieszkany przez ponad 2,57 mln osób (stan na czerwiec 1948); dzieliła się na dwa miasta (Mudanjiang i Harbin) oraz 15 powiatów. Jej stolicą było miasto Mudanjiang. 
W 1949 roku przyłączono do niej tereny zlikwidowanej prowincji Hejiang.
W czerwcu 1954 roku prowincję zlikwidowano, a jej terytorium włączono do prowincji Heilongjiang.